# كيارا ماستروياني
كيارا ماستروياني (بالفرنسية: Chiara Mastroianni )‏ (و. 1972 – م) هي ممثلة، ومغنية، وموسيقية من فرنسا. ولدت في باريس.

## وصلات خارجية
- كيارا ماستروياني على موقع IMDb (الإنجليزية)
- كيارا ماستروياني على موقع قاعدة بيانات الأفلام العربية
- كيارا ماستروياني على موقع ألو سيني (الفرنسية)
- كيارا ماستروياني على موقع ميوزك برينز (الإنجليزية)
- كيارا ماستروياني على موقع أول موفي (الإنجليزية)
- كيارا ماستروياني على موقع قاعدة بيانات الأفلام السويدية (السويدية)
- كيارا ماستروياني على موقع إن إن دي بي (الإنجليزية)
- كيارا ماستروياني على موقع ديسكوغز (الإنجليزية)
- كيارا ماستروياني على موقع قاعدة بيانات الفيلم (الإنجليزية)
- كيارا ماستروياني على موقع كينوبويسك (الروسية)